# Calochilus
Calochilus – rodzaj roślin z rodziny storczykowatych (Orchidaceae). Obejmuje 29 gatunków występujących w Azji Południowo-Wschodniej, Australii i Oceanii w takich krajach i regionach jak: Nowa Kaledonia, Nowa Gwinea, Nowa Południowa Walia, Wyspa Północna, Terytorium Północne, Queensland, Australia Południowa, Tasmania, Wiktoria, Australia Zachodnia.

## Systematyka
Rodzaj sklasyfikowany do podplemienia Thelymitrinae w plemieniu Diurideae, podrodzina storczykowe (Orchidoideae), rodzina storczykowate (Orchidaceae), rząd szparagowce (Asparagales) w obrębie roślin jednoliściennych.
Wykaz gatunków
- Calochilus ammobius D.L.Jones & B.Gray
- Calochilus caeruleus L.O.Williams
- Calochilus caesius D.L.Jones
- Calochilus campestris R.Br.
- Calochilus cleistanthus D.L.Jones
- Calochilus cupreus R.S.Rogers
- Calochilus gracillimus Rupp
- Calochilus grandiflorus (Benth.) Domin
- Calochilus herbaceus Lindl.
- Calochilus holtzei F.Muell.
- Calochilus imberbis R.S.Rogers
- Calochilus imperiosus D.L.Jones
- Calochilus kalaru D.L.Jones
- Calochilus metallicus D.L.Jones
- Calochilus montanus D.L.Jones
- Calochilus neocaledonicus Schltr.
- Calochilus paludosus R.Br.
- Calochilus platychilus D.L.Jones
- Calochilus praealtus D.L.Jones
- Calochilus pruinosus D.L.Jones
- Calochilus psednus D.L.Jones & Lavarack
- Calochilus pulchellus D.L.Jones
- Calochilus richiae Nicholls
- Calochilus robertsonii Benth.
- Calochilus russeus D.L.Jones
- Calochilus sandrae D.L.Jones
- Calochilus stramenicola D.L.Jones
- Calochilus therophilus D.L.Jones
- Calochilus uliginosus D.L.Jones